# StarCraft 2 World Championship Series Europe
Cet article concerne le tournoi régional européen des WCS. Pour le tournoi dans son ensemble, voir StarCraft 2 World Championship Series.
Les StarCraft II World Championship Series Europe était une série de tournois de sport électronique sur le jeu StarCraft II, aillant eu lieu en Europe de 2013 à 2016. Il faisait partie des StarCraft 2 World Championship Series.
Il y avait trois saisons par an durant lesquels les joueurs gagnait des points pour participer aux grandes finales mondiales de la compétition.

## Vainqueurs
| StarCraft 2 World Championship Series 2012 | StarCraft 2 World Championship Series 2012 | StarCraft 2 World Championship Series 2012 | StarCraft 2 World Championship Series 2012 |
| Événement                                  | Date                                       | Gagnant                                    | Finaliste                                  |
| ------------------------------------------ | ------------------------------------------ | ------------------------------------------ | ------------------------------------------ |
| 2012 WCS: Europe Finals                    | 15 et 16 septembre                         | (Z) Stephano                               | (Z) VortiX                                 |
| StarCraft 2 World Championship Series 2013 |                                            |                                            |                                            |
| 2013 WCS Season 1 Europe                   | Du 14 avril au 5 juin                      | (T) Mvp                                    | (Z) Stephano                               |
| 2013 WCS Season 2 Europe                   | Du 25 juin au 18 août                      | (P) duckdeok                               | (P) MC                                     |
| 2013 WCS Season 3 Europe                   | Du 3 septembre au 24 octobre               | (T) MMA                                    | (P) MC                                     |
| StarCraft 2 World Championship Series 2014 |                                            |                                            |                                            |
| 2014 WCS Season 1 Europe                   | Du 21 janvier au 13 avril                  | (P) MC                                     | (T) MMA                                    |
| 2014 WCS Season 2 Europe                   | Du 29 avril au 6 juillet                   | (P) StarDust                               | (P) San                                    |
| 2014 WCS Season 3 Europe                   | Du 29 juillet au 5 octobre                 | (T) MMA                                    | (T) YoDa                                   |

## Édition 2014

### Gains
| Premier League    | Premier League | Premier League |
| Place(s)          | Récompense     | Points gagnés  |
| ----------------- | -------------- | -------------- |
| Médaille d'or     | 25 000 USD     | 2 000          |
| Médaille d'argent | 15 000 USD     | 1 000          |
| Demi-finalistes   | 7 500 USD      | 750            |
| 5 à 8             | 5 000 USD      | 500            |
| 9 à 12            | 3 000 USD      | 300            |
| 13 à 16           | 3 000 USD      | 200            |
| 17 à 24           | 2 000 USD      | 150            |
| 25 à 32           | 2 000 USD      | 100            |
| Total             | 131 000 USD    | 10 500         |

| Challenger League | Challenger League | Challenger League   |
| Places            | Récompense        | Points Gagnés       |
| ----------------- | ----------------- | ------------------- |
| 1 à 16            | Premier League    | Voir Premier League |
| 17 à 32           | 600 USD           | 50                  |
| Total             | 9 600 USD         | 800                 |

### Format
Les WCS Europe sont organisées en deux grandes parties : la Challenger League et la Premier League,.
La Challenger League est constituée des 16 derniers joueurs de la Premier League de la saison précédente et de 16 joueurs issus des qualifications. Chaque joueur de la Premier League affronte un qualifié en un match en Best-of-5. Le gagnant monte en Premier League de la saison en cours. Le perdant devra se requalifier à la saison suivante.
La Premier League est constituée des 32 meilleurs joueurs de la saison. Ils s'affrontent pour devenir le champion d'Europe de la saison et gagnent des points WCS pour participer aux Global Finals.
- Première phase de groupes (seizièmes de finale) : Best-of-3 (deux parties gagnantes). Huit groupes de quatre joueurs sont constitués dans un format de double tournoi :

1. Les quatre joueurs sont divisés en 2 matchs.
2. Les gagnants s'affrontent au match des gagnants, le joueur qui remporte la rencontre prend la première place du groupe, est inscrit à la seconde phase de groupes et est automatiquement qualifié pour la Premier League de la saison suivante.
3. Les perdants des premiers matchs s'affrontent au match des perdants. Le perdant de la rencontre prend la dernière place du groupe et est relégué en Challenger League pour la saison suivante.
4. Le gagnant du match des perdants et le perdants du match des gagnants s'affrontent dans un cinquième match. Le gagnant prend la deuxième place du groupe, est inscrit à la seconde phase de groupes et est automatiquement qualifié pour la Premier League de la saison suivante. Le perdant est relégué en Challenger League pour la saison suivante.

- Seconde phase de groupes (Huitième de finale) : Best-of-3. Quatre groupes de quatre joueurs sont constitués dans un format de double tournoi avec des matchs en Bo3. Le premier et 2e montent en quarts de finale de la Premier League.

- Phases finales :

1. Quarts de finale : Best-of-5 (trois parties gagnantes) ;
2. Demi-finales : Best-of-5 ;
3. Finale : Best-of-7 (quatre parties gagnantes).

Pour accéder à ses ligues, il faut participer aux qualifications. Il y  a trois qualification régionale par saison de 512 joueurs chacune et les quatre premiers de chaque qualification montent en Challenger League, pour un total de 12 joueur. Il existe une quatrième qualification autorisant tous les joueurs sans distinction de nationalité pour distribuer les 4 places restantes.  Chaque qualification est un arbre à élimination directe, les rencontrent sont en best-of-3 (deux parties gagnantes).
Le nombre de places disponibles en qualification dépend aussi du nombre de joueurs automatiquement inscrit au Leagues supérieur qui répondent présent à la nouvelle saison.

### Saison 2

#### Premier League
Légende des races :  Protoss  Terran  Zerg
| Protoss (13)                                                  | Terran (10)                                                   | Zerg (9)                                                      |
| WCS Saison 1 Europe : Premier League huitièmes de finale (16) | WCS Saison 1 Europe : Premier League huitièmes de finale (16) | WCS Saison 1 Europe : Premier League huitièmes de finale (16) |
| ------------------------------------------------------------- | ------------------------------------------------------------- | ------------------------------------------------------------- |
| BabyKnight                                                    | Bunny                                                         | Nerchio                                                       |
| BlinG                                                         | Dayshi                                                        | Snute                                                         |
| Grubby                                                        | jjakji                                                        | TLO                                                           |
| MC                                                            | MMA                                                           | VortiX                                                        |
| San                                                           | Mvp                                                           |                                                               |
| StarDust                                                      |                                                               |                                                               |
| Welmu                                                         |                                                               |                                                               |
| WCS Saison 2 Europe : Challenger League (16)                  |                                                               |                                                               |
| Harstem                                                       | Happy                                                         | Golden                                                        |
| Krr                                                           | ForGG                                                         | FireCake                                                      |
| MaNa                                                          | uThermal                                                      | Stephano                                                      |
| Patience                                                      | YoDa                                                          | LiveZerg                                                      |
| ToD                                                           | DeMusliM                                                      | Tefel                                                         |
| First                                                         |                                                               |                                                               |

Après les phases de groupes, on a obtenu l'arbre suivant.
|  | Quarts de finale | Quarts de finale | Quarts de finale | Quarts de finale |       |       | Demi-finales | Demi-finales | Demi-finales | Demi-finales |  |  | Finale | Finale | Finale | Finale |
|  |                  |                  |                  |                  |       |       |              |              |              |              |  |  |        |        |        |        |
|  |                  |                  |                  |                  |       |       |              |              |              |              |  |  |        |        |        |        |
|  |                  |                  |                  |                  |       |       |              |              |              |              |  |  |        |        |        |        |
|  | San              | San              | 3                | 3                |       |       |              |              |              |              |  |  |        |        |        |        |
|  | San              | San              | 3                | 3                |       |       |              |              |              |              |  |  |        |        |        |        |
|  | MC               | MC               | 1                | 1                |       |       |              |              |              |              |  |  |        |        |        |        |
|  | MC               | MC               | 1                | 1                | San   | San   | 3            | 3            |              |              |  |  |        |        |        |        |
|  |                  |                  |                  |                  | San   | San   | 3            | 3            |              |              |  |  |        |        |        |        |
|  |                  |                  | Golden           | Golden           | 2     | 2     |              |              |              |              |  |  |        |        |        |        |
|  | VortiX           | VortiX           | Golden           | Golden           | 2     | 2     | 2            | 2            |              |              |  |  |        |        |        |        |
|  | VortiX           | VortiX           |                  |                  |       |       |              | 2            |              |              |  |  |        |        |        |        |
|  | Golden           | Golden           | 3                | 3                |       |       |              |              |              |              |  |  |        |        |        |        |
|  | Golden           | Golden           | 3                | 3                | San   | San   | 0            | 0            |              |              |  |  |        |        |        |        |
|  |                  |                  |                  |                  | San   | San   | 0            | 0            |              |              |  |  |        |        |        |        |
|  |                  |                  | StarDust         | StarDust         | 4     | 4     |              |              |              |              |  |  |        |        |        |        |
|  | Welmu            | Welmu            | StarDust         | StarDust         | 4     | 4     | 0            | 0            |              |              |  |  |        |        |        |        |
|  | Welmu            | Welmu            |                  |                  |       |       |              |              |              |              |  |  |        |        |        |        |
|  | ForGG            | ForGG            | 3                | 3                |       |       |              |              |              |              |  |  |        |        |        |        |
|  | ForGG            | ForGG            | 3                | 3                | ForGG | ForGG | 1            | 1            |              |              |  |  |        |        |        |        |
|  |                  |                  |                  |                  | ForGG | ForGG | 1            | 1            |              |              |  |  |        |        |        |        |
|  |                  |                  | StarDust         | StarDust         | 3     | 3     |              |              |              |              |  |  |        |        |        |        |
|  | First            | First            | StarDust         | StarDust         | 3     | 3     | 1            | 1            |              |              |  |  |        |        |        |        |
|  | First            | First            |                  |                  |       |       |              | 1            |              |              |  |  |        |        |        |        |
|  | StarDust         | StarDust         | 3                | 3                |       |       |              |              |              |              |  |  |        |        |        |        |
|  | StarDust         | StarDust         | 3                | 3                |       |       |              |              |              |              |  |  |        |        |        |        |
|  |                  |                  |                  |                  |       |       |              |              |              |              |  |  |        |        |        |        |

Pour le palmarès, se reporter au tableau des gains.

### Saison 3

#### Premier League
Légende des races :  Protoss  Terran  Zerg
| Protoss (12)                                                  | Terran (11)                                                   | Zerg (9)                                                      |
| WCS Saison 2 Europe : Premier League huitièmes de finale (16) | WCS Saison 2 Europe : Premier League huitièmes de finale (16) | WCS Saison 2 Europe : Premier League huitièmes de finale (16) |
| ------------------------------------------------------------- | ------------------------------------------------------------- | ------------------------------------------------------------- |
| MaNa                                                          | YoDa                                                          | Nerchio                                                       |
| BlinG                                                         | ForGG                                                         | Snute                                                         |
| Grubby                                                        |                                                               | LiveZerg                                                      |
| MC                                                            |                                                               | VortiX                                                        |
| San                                                           |                                                               | Golden                                                        |
| StarDust                                                      |                                                               |                                                               |
| Welmu                                                         |                                                               |                                                               |
| First                                                         |                                                               |                                                               |
| ToD                                                           |                                                               |                                                               |
| WCS Saison 3 Europe : Challenger League (16)                  |                                                               |                                                               |
| Harstem                                                       | Happy                                                         | TLO                                                           |
| Patience                                                      | Kas                                                           | Miniraser                                                     |
| ShoWTimE                                                      | uThermal                                                      | Serral                                                        |
|                                                               | Bunny                                                         | Bly                                                           |
|                                                               | DeMusliM                                                      |                                                               |
|                                                               | Dayshi                                                        |                                                               |
|                                                               | jjakji                                                        |                                                               |
|                                                               | MMA                                                           |                                                               |

Après les phases de groupes, on a obtenu l'arbre suivant.
|  | Quarts de finale (Bo5) | Quarts de finale (Bo5) | Quarts de finale (Bo5) | Quarts de finale (Bo5) |      |      | Demi-finales (Bo5) | Demi-finales (Bo5) | Demi-finales (Bo5) | Demi-finales (Bo5) |  |  | Finale (Bo7) | Finale (Bo7) | Finale (Bo7) | Finale (Bo7) |
|  |                        |                        |                        |                        |      |      |                    |                    |                    |                    |  |  |              |              |              |              |
|  |                        |                        |                        |                        |      |      |                    |                    |                    |                    |  |  |              |              |              |              |
|  |                        |                        |                        |                        |      |      |                    |                    |                    |                    |  |  |              |              |              |              |
|  | YoDa                   | YoDa                   | 3                      | 3                      |      |      |                    |                    |                    |                    |  |  |              |              |              |              |
|  | YoDa                   | YoDa                   | 3                      | 3                      |      |      |                    |                    |                    |                    |  |  |              |              |              |              |
|  | MC                     | MC                     | 0                      | 0                      |      |      |                    |                    |                    |                    |  |  |              |              |              |              |
|  | MC                     | MC                     | 0                      | 0                      | YoDa | YoDa | 3                  | 3                  |                    |                    |  |  |              |              |              |              |
|  |                        |                        |                        |                        | YoDa | YoDa | 3                  | 3                  |                    |                    |  |  |              |              |              |              |
|  |                        |                        | Golden                 | Golden                 | 0    | 0    |                    |                    |                    |                    |  |  |              |              |              |              |
|  | Golden                 | Golden                 | Golden                 | Golden                 | 0    | 0    | 3                  | 3                  |                    |                    |  |  |              |              |              |              |
|  | Golden                 | Golden                 |                        |                        |      |      |                    | 3                  |                    |                    |  |  |              |              |              |              |
|  | Happy                  | Happy                  | 1                      | 1                      |      |      |                    |                    |                    |                    |  |  |              |              |              |              |
|  | Happy                  | Happy                  | 1                      | 1                      | YoDa | YoDa | 2                  | 2                  |                    |                    |  |  |              |              |              |              |
|  |                        |                        |                        |                        | YoDa | YoDa | 2                  | 2                  |                    |                    |  |  |              |              |              |              |
|  |                        |                        | MMA                    | MMA                    | 4    | 4    |                    |                    |                    |                    |  |  |              |              |              |              |
|  | Bunny                  | Bunny                  | MMA                    | MMA                    | 4    | 4    | 2                  | 2                  |                    |                    |  |  |              |              |              |              |
|  | Bunny                  | Bunny                  |                        |                        |      |      |                    |                    |                    |                    |  |  |              |              |              |              |
|  | San                    | San                    | 3                      | 3                      |      |      |                    |                    |                    |                    |  |  |              |              |              |              |
|  | San                    | San                    | 3                      | 3                      | San  | San  | 1                  | 1                  |                    |                    |  |  |              |              |              |              |
|  |                        |                        |                        |                        | San  | San  | 1                  | 1                  |                    |                    |  |  |              |              |              |              |
|  |                        |                        | MMA                    | MMA                    | 3    | 3    |                    |                    |                    |                    |  |  |              |              |              |              |
|  | ForGG                  | ForGG                  | MMA                    | MMA                    | 3    | 3    | 1                  | 1                  |                    |                    |  |  |              |              |              |              |
|  | ForGG                  | ForGG                  |                        |                        |      |      |                    | 1                  |                    |                    |  |  |              |              |              |              |
|  | MMA                    | MMA                    | 3                      | 3                      |      |      |                    |                    |                    |                    |  |  |              |              |              |              |
|  | MMA                    | MMA                    | 3                      | 3                      |      |      |                    |                    |                    |                    |  |  |              |              |              |              |
|  |                        |                        |                        |                        |      |      |                    |                    |                    |                    |  |  |              |              |              |              |

Pour le palmarès, se reporter au tableau des gains.

## Édition 2015
Depuis 2015, les WCS non coréennes sont unifiées en une seule ligue.